# Estación de Midões
La Estación Ferroviaria de Midões, igualmente conocida como Estación de Midões, es una plataforma ferroviaria de la Línea del Miño, que sirve a Parroquia de Midões, en el Ayuntamiento de Barcelos, en Portugal.

## Características

### Descripción física y servicios
En 2010, presentaba 2 vías de circulación, que poseían ambas 495 metros de longitud; las dos plataformas tenían 151 metros de extensión, y una altura de 30 centímetros.
En marzo de 2011, apenas servicios regionales de la operadora Comboios de Portugal paraban en esta Estación.